# Estádio Cidade de Coimbra
O Estádio Cidade de Coimbra localiza-se na zona da Solum, freguesia de Santo António dos Olivais, cidade de Coimbra, em Portugal. O recinto é propriedade da Câmara Municipal de Coimbra e é utilizado pela Académica de Coimbra. Foi remodelado para o Euro 2004 e tem capacidade para 29 622 lugares sentados.
O Estádio Cidade de Coimbra, objeto de obras de remodelação e ampliação, foi a par do Estádio Municipal de Leiria o único recinto a integrar uma pista de atletismo.

## Características
O Estádio Municipal de Coimbra apresenta uma solução construtiva extremamente leve, baseada essencialmente em estruturas metálicas e vidro, para que não se sobressai pelo seu peso, mas pelas suas formas e linhas. O desenho da obra não pretende remeter para quaisquer referências históricas ou tradicionais, mas antes criar uma imagem nova e contemporânea com recurso a sistemas construtivos de grande qualidade, com fachadas de vidro, cobertura estética e estruturalmente apoiada nas bancadas esbeltas.
Quanto às bancadas, a bancada poente (com dois anéis) acomoda as áreas mais nobres do estádio, assim como as principais áreas de apoio, incluindo balneários e restantes espaços dos atletas, áreas administrativas, loja comercial do desporto, centro de media e Museu do desporto. Nela também estão instalados os camarotes e estúdios de televisão, tal como a tribuna VIP.
A bancada sul estende-se como corpo curvilíneo com dois anéis, em que o superior será coberto. No inferior haverá dois pisos de comércio e parques subterrâneos. Entre os dois anéis existem camarotes, onde está também instalado, um restaurante panorâmico, com vista para a cidade e para o interior do estádio.
A bancada nascente é idêntica à poente em termos arquitetónicos, embora em termos de serviços oferecidos seja igual à bancada sul. Já a bancada norte é um corpo curvilíneo com apenas um anel, que é parcialmente coberto com uma estrutura leve com telas pré-tencionadas onde está instalado um ecrã gigante.
O Estádio Municipal de Coimbra conservou a pista de atletismo nas obras de reconstrução do antigo para o novo estádio. Em 2020, na pista foi instalada uma tecnologia “smartrack” pioneira em Portugal, que foi doada pela empresa Polytan, e que vai permitir a medição das performances dos atletas através de sensores.

## Concertos

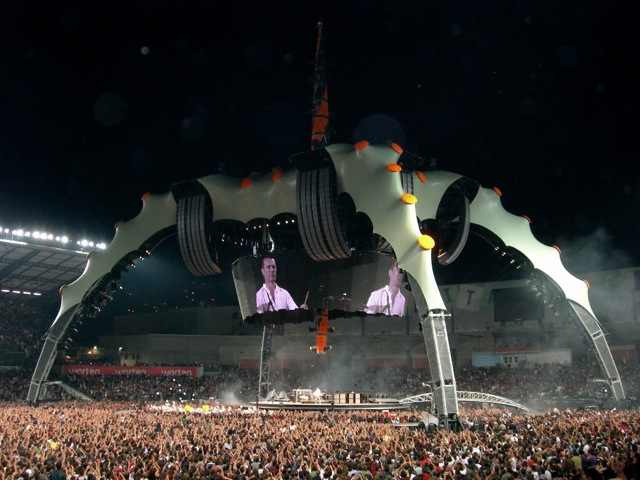
Concerto dos U2 em Coimbra.

Ao longo dos anos este estádio tem-se tornado muito mais que um palco de futebol, recebendo inúmeros eventos, sobretudo como sala de grandes concertos da cidade, fruto das boa condições da infraestrutura e de localização do recinto.
O estádio foi inaugurado 27 de Setembro de 2003 com um concerto dos The Rolling Stones.
Os U2 tocaram neste estádio em dois concertos a 2 e 3 de Outubro de 2010, no âmbito das festas da cidade em honra da Rainha Santa Isabel para um total de 100 mil pessoas.
George Michael atuou em  maio de 2007, na abertura do 25 Live Tour, a digressão comemorativa dos 25 anos de carreira do músico, que percorreu 33 estádios de futebol na Europa.
Madonna atuou neste estádio no dia 24 de Junho de 2012 durante a MDNA Tour, também num concerto no âmbito das festas da cidade em honra da Rainha Santa Isabel.
Em dezembro de 2019, foi agendado um concerto do tenor italiano Andrea Bocelli para 4 de julho de 2020, dia do feriado da cidade. Devido à pandemia de COVID-19, o concerto foi adiado em maio de 2020 para 26 de junho de 2021, tendo sido posteriormente adicionada uma segunda data a 25 de junho de modo a superar os constrangimentos provocados pela diminuição da lotação máxima do estádio. Os concertos decorreram conforme previsto, com lotação esgotada e participação especial da fadista portuguesa Mariza.
A cidade de Coimbra recebeu um total de quatro concertos da banda britânica Coldplay. Chris Martin se apresentou no estádio nos dias 17, 18, 20 e 21 de maio de 2023 como parte de sua turnê mundial Music of the Spheres. Segundo a informação revelada pelo vice-presidente da Câmara Municipal, Francisco Veiga, a 'cidade dos estudantes' foi uma escolha, sobretudo, dos artistas. No conjunto dos 4 dias foram mais de 200 mil pessoas.

## Eventos Desportivos

### Campeonato Europeu de Futebol de 2004
O estádio sediou duas partidas do Grupo B da UEFA Euro 2004. Curiosamente, em ambas as partidas, o recorde de artilheiro mais jovem do Campeonato Europeu foi quebrado, primeiro por Wayne Rooney, depois por Johan Vonlanthen.
| Data          | Resultados | Resultados | Resultados | Ronda   | Espectadores |
| ------------- | ---------- | ---------- | ---------- | ------- | ------------ |
| 17 Junho 2004 | Inglaterra | 3–0        | Suíça      | Grupo B | 28 214       |
| 21 Junho 2004 | Suíça      | 1–3        | França     | Grupo B | 28 111       |

### Final da Taça de Portugal
O estádio também acolheu a final da Taça de Portugal de 2019/20 e 2020/21, entre Porto x Benfica  e Braga x Benfica, respetivamente. Substitui-o o Estádio Nacional onde deveria ser realizado, mas o local original da final não pôde receber a partida por razões de segurança e evitar multidões de espectadores devido à pandémica da COVID-19.

### Final da Taça da Liga
Recebeu as finais da Taça da Liga das épocas 2010/11 até 2015/16, exceto a de 2013/14.